# Серан (Жер)
Сера́н (фр. Céran) — коммуна во Франции, находится в регионе Юг — Пиренеи. Департамент — Жер. Входит в состав кантона Флёранс. Округ коммуны — Кондом.
Код INSEE коммуны — 32101.

## География

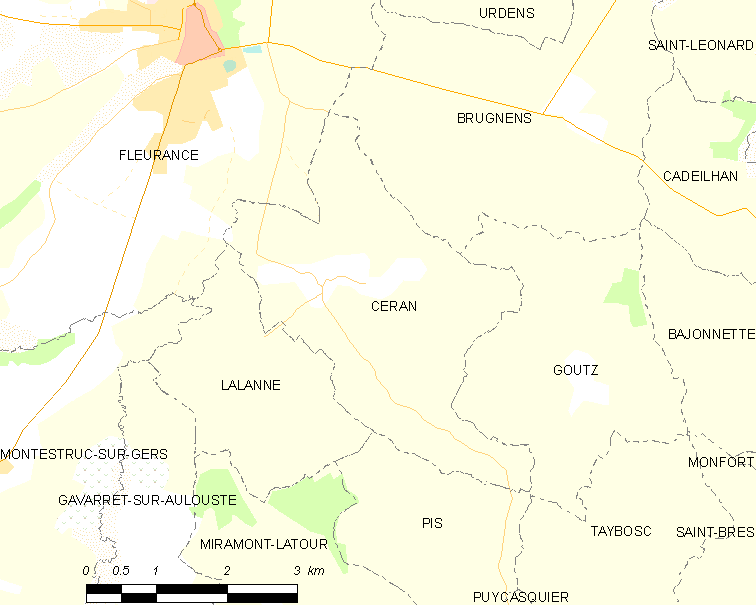
Карта коммуны

Коммуна расположена приблизительно в 580 км к югу от Парижа, в 70 км западнее Тулузы, в 21 км к северо-востоку от Оша.
На северо-западе коммуны протекает река Жер.

## Климат
Климат умеренно-океанический. Лето жаркое и немного дождливое, температура часто превышает 35 °С. Зимой часто бывает отрицательная температура и ночные заморозки. Годовое количество осадков — 700—900 мм.

## Население
Население коммуны на 2010 год составляло 181 человек.
| 1962 | 1968 | 1975 | 1982 | 1990 | 1999 | 2010 |
| ---- | ---- | ---- | ---- | ---- | ---- | ---- |
| 187  | 166  | 175  | 151  | 152  | 148  | 181  |

## Администрация
| Период | Период | Фамилия          | Партия | Примечания |
| ------ | ------ | ---------------- | ------ | ---------- |
| 2001   | 2008   | Мари-Пьер Бурдон |        |            |
| 2008   | 2020   | Франсуа Бушар    |        |            |

## Экономика
В 2010 году среди 108 человек трудоспособного возраста (15-64 лет) 89 были экономически активными, 19 — неактивными (показатель активности — 82,4 %, в 1999 году было 71,1 %). Из 89 активных жителей работали 83 человека (48 мужчин и 35 женщин), безработных было 6 (5 мужчин и 1 женщина). Среди 19 неактивных 7 человек были учениками или студентами, 9 — пенсионерами, 3 были неактивными по другим причинам.